# Бадија-Бањатуро (Л'Аквила)
Бадија-Бањатуро (итал. Badia-Bagnaturo) је насеље у Италији у округу Л'Аквила, региону Абруцо.
Према процени из 2011. у насељу је живело 847 становника. Насеље се налази на надморској висини од 365 м.